# Hydrophis atriceps
Espèce
Synonymes
- Hydrophis alcocki Wall, 1906
- Disteira cincinnatii 
Van Denburgh & Thompson, 1908

Statut de conservation UICN

 LC  : Préoccupation mineure
Hydrophis atriceps ou Hydrophide fascié à tête noire est une espèce de serpents marins de la famille des Elapidae.

## Habitat et répartition
Cette espèce se rencontre dans les eaux du Viêt Nam, de Thaïlande, de Singapour, des Philippines, d'Indonésie et du Nord de l'Australie.
Elle vit dans les eaux troubles et sur les fonds de sable jusqu'à 30 m de profondeur et parfois jusqu'à 10 km des côtes.

## Description
Hydrophis atriceps mesure, pour les mâles, jusqu'à 110 cm dont 10 cm pour la queue et, pour les femelles, jusqu'à 99 cm dont 7,5 cm pour la queue. Son dos présente des taches noir olive en forme de losange et sa face ventrale est blanc jaunâtre. Sa tête est uniformément noire.
C'est un serpent venimeux.
Il traque les anguilles de jardin, les gobies et autres poissons allongés et il mange de plus les œufs de poissons et de céphalopodes.

## Étymologie
Son nom d'espèce, du latin atri, « noir », et ceps, « tête », lui a été donné en référence à sa livrée.

## Publication originale
- Günther, 1864 : The reptiles of British India. p. 1-452 (texte intégral).